# Британско-зимбабвийские отношения
Отношения между Великобританией и Зимбабве были сложными с момента обретения последней независимости в 1980 году. Территория современного Зимбабве была колонизирована Британской Южно-Африканской компанией в 1890 году, когда Колонна первопроходцев подняла Юнион Джек над фортом Солсбери (современный Хараре) и официально установила компанию, а следовательно, и британскую власть над территорией. В 1920 году Родезия, как назвала эту землю компания в честь своего основателя Сесила Родса, была передана под юрисдикцию короны как колония Южная Родезия. Южная Родезия в течение десятилетий после её основания постепенно заселялась большим количеством европейских эмигрантов, которые прибыли, чтобы сформировать значительную диаспору, в основном состоящую из британцев, но также небольших групп итальянцев, греков и африканеров. Культура поселенцев, которая уже существовала со времен компании, полностью укрепилась, и белое население начало идентифицировать себя как родезийцев, часто в сочетании с британской, африканерской и южноевропейской идентичностью своих предков. Южная Родезия будет продолжать активно участвовать как в Первой, так и Второй война, предоставление солдат и военной техники британским военным силам. В течение нескольких лет после войны отношения между Великобританией и Южной Родезией становились всё более напряженными. Великобритания решила деколонизировать Африку и приняла твердую политику отказа от независимости до правления большинства, что глубоко расстроило белый истеблишмент колонии, в частности радикальную партию Родезийский фронт, возглавляемую Уинстоном Филдом, а позже Яном Смитом. Отношения между британским правительством и колониальным правительством Южной Родезии ухудшались на протяжении большей части начала 1960-х годов, и переговоры между ними тянулись практически безрезультатно. В конце концов, отношения полностью испортились, и Южная Родезия в одностороннем порядке провозгласила независимость от Великобритании. Этот шаг был встречен с нулевым признанием (за исключением апартеида в Южной Африке и Португалии, которые никогда официально не признавали Родезию суверенной и лишь молчаливо сотрудничали с ними) со стороны международного сообщества и правительства Великобритании, и незаконное государство всё ещё формально считалось находящимся под британским суверенитетом в течение примерно 15-летнего периода существования. В течение первых 5 лет своей провозглашенной независимости Родезия всё ещё заявляла о своей лояльности королеве Елизавете II как потенциальной территории Содружества, но это так и не было признано британским монархом, который продолжал поощрять незаконное правительство Смита к отставке. Учитывая её отказ назначить генерал-губернатора, с 1965 по 1970 год фактическим главой государства был «Чиновник, управляющий правительством». Родезия в конечном итоге решила разорвать все связи с Великобританией и стала республикой с президентом в 1970 году. На протяжении последующей войны в Родезийском буше между белыми родезийцами и чернокожими военизированными формированиями, такими как ЗАНУ и ЗАПУ, Великобритания продолжала решительно выступать против государства-изгоя и широко санкционировала его, даже вводила блокады с использованием Королевского флота, чтобы перекрыть импорт родезийской нефти через португальский Мозамбик. Когда Родезия не смогла выстоять после 15 лет боевых действий и села за стол переговоров с группами черного сопротивления и умеренными африканскими националистическими партиями, Великобритания снова стала непосредственно участвовать в делах Родезии. После краткого пребывания в качестве государства Зимбабве-Родезия после Внутреннее урегулирование, которое было осуждено международным сообществом как недостаточно удовлетворительное, нация временно вернулась к своему статусу самоуправляющейся британской колонии, прежде чем ей была предоставлена полная независимость и правление большинства как Зимбабве в 1980 году в соответствии со знаменательным соглашением Ланкастер-Хауса.
Отношения между Великобританией и Зимбабве в течение двух десятилетий, непосредственно последовавших за обретением независимости, были близкими и дружественными, поскольку большое количество белых поселенцев британского происхождения оставались в стране (хотя был некоторый исход, но не слишком значительный) и продолжали занимать важные должности в политике, бизнесе, средствах массовой информации, юриспруденции и, в первую очередь, в сельском хозяйстве. Великобритания и Зимбабве сотрудничали на многих уровнях, и, по сообщениям, отношения между Мугабе и Тэтчер были близкими. Этот сильный период отношений продолжался примерно 20 лет, пока Тони Блэр не отозвал британское финансирование земельной реформы в стране, с политикой, с которой Блэр был не согласен. Это, в сочетании с решительным осуждением британским правительством различных нарушений прав человека, совершенных Мугабе против оппозиционных групп, привело к серьезному коллапсу в отношениях между двумя странами. Мугабе приступил к массовому выселению белых землевладельцев с их ферм, что непосредственно привело к краху экономики Зимбабве, национального продовольственного снабжения и экспорта сельскохозяйственной продукции. За этим последовал массовый исход представителей среднего и высшего классаБелые зимбабвийцы из страны, многие из которых были высокообразованными и работали в таких областях, как юриспруденция и образование. Многие из них бежали в Великобританию из-за своей британской культуры и родственных связей. После государственного переворота против Мугабе из-за широкомасштабного экономического краха и притеснений, Эммерсон Мнангагва был избран президентом Зимбабве и сделал значительные предложения белым, которые покинули страну во время президентства Мугабе. Он пообещал, что все захваченные земли будут восстановлены и будет предоставлена значительная финансовая компенсация за потерю земли, Мнангагва также предложил выплатить вознаграждение любому, кто захочет вернуться и заниматься сельским хозяйством в стране, в попытке восстановить функционирование производства продуктов питания в Зимбабве. В свете этого отношения между Великобританией и Зимбабве постепенно улучшались при Мнангагве, и страна подала заявку на воссоединение с Содружеством в 2018 году после его выхода в 2003 году. Однако по-прежнему сохраняется напряженность в отношении прав человека и, в частности, роли зимбабвийской армии в подавлении внутреннего инакомыслия.

## Родезия
В рамках борьбы за Африку территория нынешнего Зимбабве была колонизирована Британской империей. Район был назван Родезия в честь британского горнодобывающего магната Сесила Родса. Этот район находился под контролем Британской Южно-Африканской компании.
В 1923 году правление компании в Родезии закончилось, и территория нынешнего Зимбабве стала колонией Южной Родезией.
После нескольких десятилетий Родезийской войны в Буше в соглашении Ланкастер-Хауса было оговорено, что Зимбабве станет независимой страной.

## Зимбабве

### 1980—1997
18 апреля 1980 года Зимбабве официально получила независимость от Соединённого Королевства. Роберт Мугабе стал первым премьер-министром Зимбабве. В начале своего правления Мугабе держал при себе нескольких британских советников, в том числе лорда Сомса, с которым он подружился. На протяжении 1980-х годов Мугабе удивлял многих тем, что поддерживал тесные отношения с Соединённым Королевством, презирая Советский Союз. Он разрешил Великобритании содержать военные базы в стране. На протяжении 1980-х годов Мугабе называл себя «англофилом», и его часто видели в костюмах британского производства Savile Row. Мугабе также активно пропагандировал крикет в Зимбабве, заявив, что «Крикет цивилизует людей и создает хороших джентльменов», — заявил он. "Я хочу, чтобы все играли в крикет в Зимбабве. Я хочу, чтобы мы были нацией джентльменов. После обретения независимости Зимбабве осталась членом Содружества наций. Мугабе также сформировал «подлинную дружбу» и политический союз с премьер-министром Великобритании Маргарет Тэтчер. Когда члены кабинета Мугабе праздновали отстранение Маргарет Тэтчер от должности в 1990 году, Мугабе упрекнул их, как сообщается, сказав: «Кто организовал нашу независимость? Позвольте мне сказать вам, если бы не миссис Тэтчер, никто из вас не был бы здесь сегодня. Мне жаль, что она ушла».
В 1991 году в Зимбабве состоялась встреча глав правительств Содружества в 1991 году, на которой Содружество приняло Харарскую декларацию. Диана, принцесса Уэльская, посетила мистера Мугабе в Хараре в 1993 году. Мугабе был посвящён в рыцари королевой Елизаветой II в 1994 году. Сборная Англии по крикету играла с Зимбабве в Хараре в 1996 году в матче, на котором присутствовал Мугабе.

### 1997—2017
В 1997 году новое британское правительство во главе с Тони Блэром отозвало британское финансирование земельной реформы в Зимбабве. Предыдущие премьер-министры Маргарет Тэтчер и Джон Мейджор оба поддерживали финансовую помощь Зимбабве для устранения дисбалансов колониальной эпохи в землевладении, однако правительство Тони Блэра не согласилось с таким подходом и отозвало финансирование. Затем, после того, как парламентские выборы в Зимбабве в 2000 году были омрачены чрезвычайным количеством санкционированного государством насилия и политического угнетения, правительство Тони Блэра открыто раскритиковало нарушения прав человека, совершаемые правительством Мугабе. После этого Мугабе начал свою противоречивую программу земельной реформы, в рамках которой преимущественно белые владельцы ферм были вынуждены покинуть свои земли вместе со своими работниками, которые, как правило, были регионального происхождения. Это часто делалось насильственно и без компенсации. В ходе этой первой волны нападений на фермы было захвачено в общей сложности 110 000 квадратных километров земли. Несколько миллионов чернокожих сельскохозяйственных рабочих были исключены из перераспределения, что оставило их без работы. Согласно Human Rights Watch, к 2002 году Ассоциация ветеранов войны по меньшей мере семь раз «убивала белых владельцев ферм в ходе захвата коммерческих ферм», в дополнение к «нескольким десяткам [черных] работников фермы». Это усилило критику со стороны правительства Тони Блэра. В ответ Мугабе сказал: «Блэр, сохрани свою Англию и позволь мне сохранить моё Зимбабве!» на саммите в Йоханнесбурге. Мугабе также сказал собравшимся на его 90-летие: «Британцы, мы не ненавидим вас, мы больше любим только нашу страну». Однако на встрече глав правительств Содружества 2002 года Зимбабве была официально отстранена от Содружества. Позже, в 2003 году, Зимбабве официально вышла из Содружества.
18 февраля 2002 года Европейский союз объявил о запрете на поездки Роберта Мугабе, который запретил ему въезд в Великобританию.
Чрезвычайное насилие, санкционированное государством во время всеобщих выборов в Зимбабве в 2008 году, только увеличило разрыв между британским правительством и правительством Роберта Мугабе. Премьер-министр Великобритании Гордон Браун заявил, что насилие стало «новым минимумом» для Зимбабве.

### Эпоха Мнангагвы
Новый президент Зимбабве Эммерсон Мнангагва начал процесс примирения с Великобританией. Он приветствовал политиков и бизнес-лидеров из Великобритании для взаимодействия с Зимбабве, сказав, что «Наша ссора с Великобританией окончена» и что «мы открыли наши двери для старых и новых друзей». Мнангагва посетил Великобританию в ноябре 2021 года, где он встретился лицом к лицу с премьер-министром Великобритании Борисом Джонсоном. Президент Мнангагва написал в Твиттере в тот вечер: «Спасибо премьер-министру @BorisJohnson и @antonioguterres за приветствие меня на #COP26. Как первый президент Зимбабве, посетивший Соединенное Королевство за четверть века, очевидно, что возобновление взаимодействия работает!». Премьер-министр Джонсон написал в Твиттере в тот вечер, что это была «Отличная встреча с министрами со всего #Ourcommon Wealth этим утром для переговоров с министром Сибусисо Мойо о том, как Великобритания, Содружество и международное сообщество в целом сделают все возможное, чтобы поддержать Зимбабве на пути реформ». Первым британским министром, посетившим Зимбабве с начала 2000-х годов, был Рори Стюарт который был «тепло встречен» правительством президента Мнангагвы, когда он посетил страну в конце 2017 года.